# Ribonucleasa

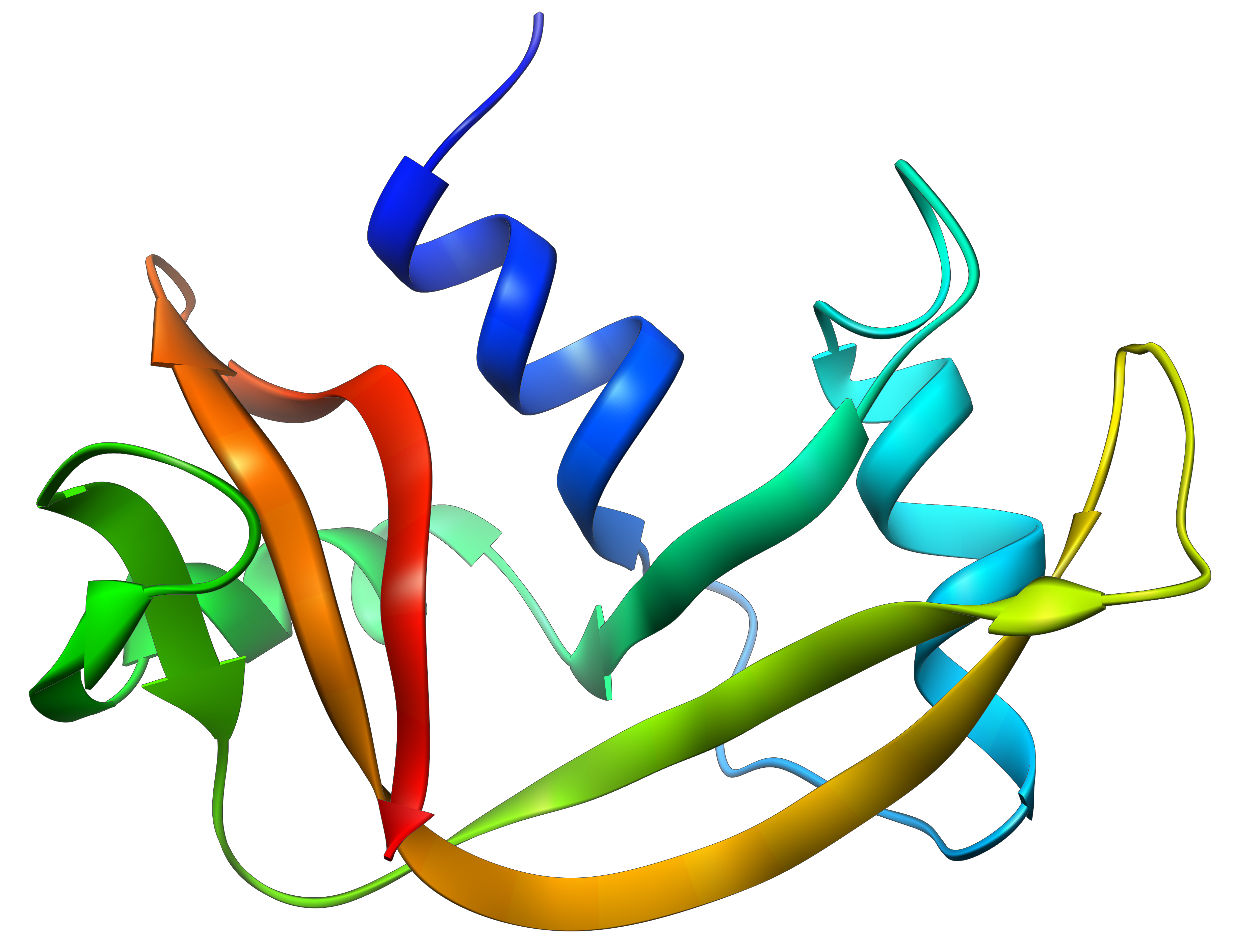
Estructura de la ARNasa A.

La ribonucleasa, abreviada como ARNasa (RNasa en inglés), es una enzima (nucleasa) que cataliza la hidrólisis de ARN en componentes más pequeños. Pueden dividirse en endonucleasas y exonucleasas, y comprenden varias subclases dentro de las clases de enzimas EC 3.1
Las ribonucleasas son extremadamente comunes, lo que resulta en periodos de vida muy cortos para cualquier ARN en un ambiente no protegido. Un mecanismo de protección, para el ADN, es el inhibidor de la ribonucleasa (IR), el cual abarca una fracción relativamente grande de las proteínas celulares (~0,1 %) y se une a ciertas ribonucleasas (ARNasas) con mayor afinidad que cualquier otra interacción proteína-proteína; la constante de disociación para el complejo IR-RNasa A es -20 fM bajo condiciones fisiológicas. El IR es usado en la mayoría de los laboratorios que estudian el ARN para proteger sus muestras de la degradación por parte de las ARNasas ambientales.
Quizás sorpresivamente, las ribonucleasas tienden a ser sensibles en su secuencia de rotura. Parecen no ser análogas de las enzimas de restricción, las cuales rompen secuencias altamente específicas de la doble hebra de ADN. Este déficit podría ser superado usando ARNasa H y una hebra simple de ADN complementario a la secuencia de rompimiento deseada.
Las ARNasas desempeñan un papel crucial en muchos procesos biológicos, incluyendo la angiogénesis y la auto-incompatibilidad de las plantas con flores (angiospermas).

## Estudios relacionados
Existen dos tipos de ribonucleasa tipo H en eucariotas: La ARNasa H1 y la ARNasa H2. La ARNasa H2 es un complejo multimérico compuesto por 3 subunidades: ARNasa H2A, ARNasa H2B, ARNasa H2C. Digiere el ARN de cadena simple reconociendo al ribonucleótido en un dúplex de ADN y rompiendo el enlace 5'-fosfodiéster de dicho ribonucleótido. Las mutaciones en los tres genes causan la enfermedad autosómica recesiva Aicardi-Goutieres (AGS) (pérdida parcial de la función de ARNasa H2).
En un estudio de Reijns et al. 2012, se realizó mutagénesis dirigida del gen de ratón ARNasa H2b para profundizar en el papel in vivo de la enzima de mamífero ARNasa H2, debido al hecho de que la ablación de ARNasa H2b en ratones conduce a la letalidad embrionaria temprana. Su hipótesis fue que la detención del crecimiento es consecuencia de la respuesta al daño del ADN dependiente de p53 asociada a la acumulación de ribonucleótidos simples en el ADN genómico.
Discuten los siguientes hechos:
1. Los ribonucleótidos se acumulan en células con el gen de ARNasa H2 mutado, como consecuencia de la incorporación de estos por las ADN polimerasas: Los autores muestran que la incorporación de ribonucleótidos también se produce en metazoos, estas lesiones son perjudiciales para las células de mamíferos, y su eliminación se requiere para el desarrollo embrionario del ratón. También caracterizan sitios sensibles al álcali: Las lesiones son de ribonucleótidos simples o dobles, covalentemente incorporados en el ADN genómico, a una frecuencia de aproximadamente 1 000 000 sitios por célula, haciéndola la lesión endógena base más común en el genoma de mamíferos. Estas lesiones se explican mejor por la incorporación errónea por las polimerasas replicativas más importantes.
2. La ARNasa H2 es una enzima de vigilancia del genoma requerida para la eliminación de ribonucleótidos: Se encontró que la acumulación de ribonucleótidos en el ADN genómico de ratones con ARNasa H2 mutado implica al complejo ARNasa H2 en el mantenimiento de la integridad del genoma. Esta acumulación es dañina, pues el grupo 2'-hidroxilo de la ribosa aumenta la susceptibilidad del enlace fosfodiéster adyacente a la hidrólisis. De hecho, señalan que los ribonucleótidos se incorporan 1 cada 7600 nucleótidos en células nulas = 1 300 000 lesiones por célula. Esto tiene el mismo orden de magnitud predicha a partir de las tasas de incorporación in vitro por polimerasas replicativas eucariotas.
3. Ribonucleótidos mal incorporados inducen daños en el ADN: No es que los ribonucleótidos no impidan la replicación, en realidad, el ADN polimerasa puede tolerar plantillas con ribonucleótidos, con embriogénesis temprana normal. El problema aparece con un número excesivo de ribonucleótidos. La señalización de respuesta al daño en el ADN se activa quizás por la incorporación de ribonucleótidos en regiones difíciles de replicar o cerca de otras lesiones perjudiciales. También encontraron reordenamientos cromosómicos: roturas en el ADN que pueden originarse por colapso del complejo de replicación o la hidrólisis de ribonucleótidos en cadenas de ADN opuestas. Además, la marcada activación de señalización de daño del ADN en embriones puede producir una inhibición de la proliferación mediada por p53 que podría contribuir a la letalidad de embriones mutados.
4. La incorporación de ribonucleótidos en salud y enfermedad: Los bajos niveles de incorporación de ribonucleótidos en el genoma nuclear pueden ser tolerados. En realidad, los sustratos aberrantes de ácidos nucleicos generados por las vías de reparación no dependientes de ARNasa H2 (debido a la reducción en la actividad ARNasa H2 en el síndrome de Aicardi-Goutières) se cree que conducen a una respuesta inmune innata. Alternativamente, los ribonucleótidos podría inducir la señalización de respuesta al daño de ADN que por sí mismo podría estimular la producción de interferón. En resumen, este estudio pone de manifiesto el hecho de que los ribonucleótidos pueden ser altamente perjudiciales para la célula de mamífero, causando inestabilidad del genoma, y que la ARNasa H2 es una enzima esencial para asegurar la integridad del ADN genómico. También llama al interés sobre la(s) vía(s) que remueven ribonucleótidos del ADN genómico, el sitio y naturaleza del daño al ADN inducido por ribonucleótidos, y la distribución de estos en el genoma. Sabiendo esto, se puede ganar entendimiento sobre las funciones patológicas y fisiológicas de los ribonucleótidos en el ADN genómico, de importancia tanto en la autoinmunidad basada en ácidos nucleicos y la carcinogénesis.